# (533397) 2014 GZ53
(533397) 2014 GZ53 est un objet transneptunien faisant partie des cubewanos. 

## Caractéristiques
(533397) 2014 GZ53 mesure environ 250 km de diamètre.